# Sputnik (radio)
Radio „Sputnik” – rosyjska rządowa rozgłośnia radiowa, przygotowująca i nadająca programy dla zagranicy. Została uruchomiona 29 października 1929 r. pod nazwą Radio Moskwa jako oficjalna międzynarodowa rozgłośnia radiowa Związku Radzieckiego.

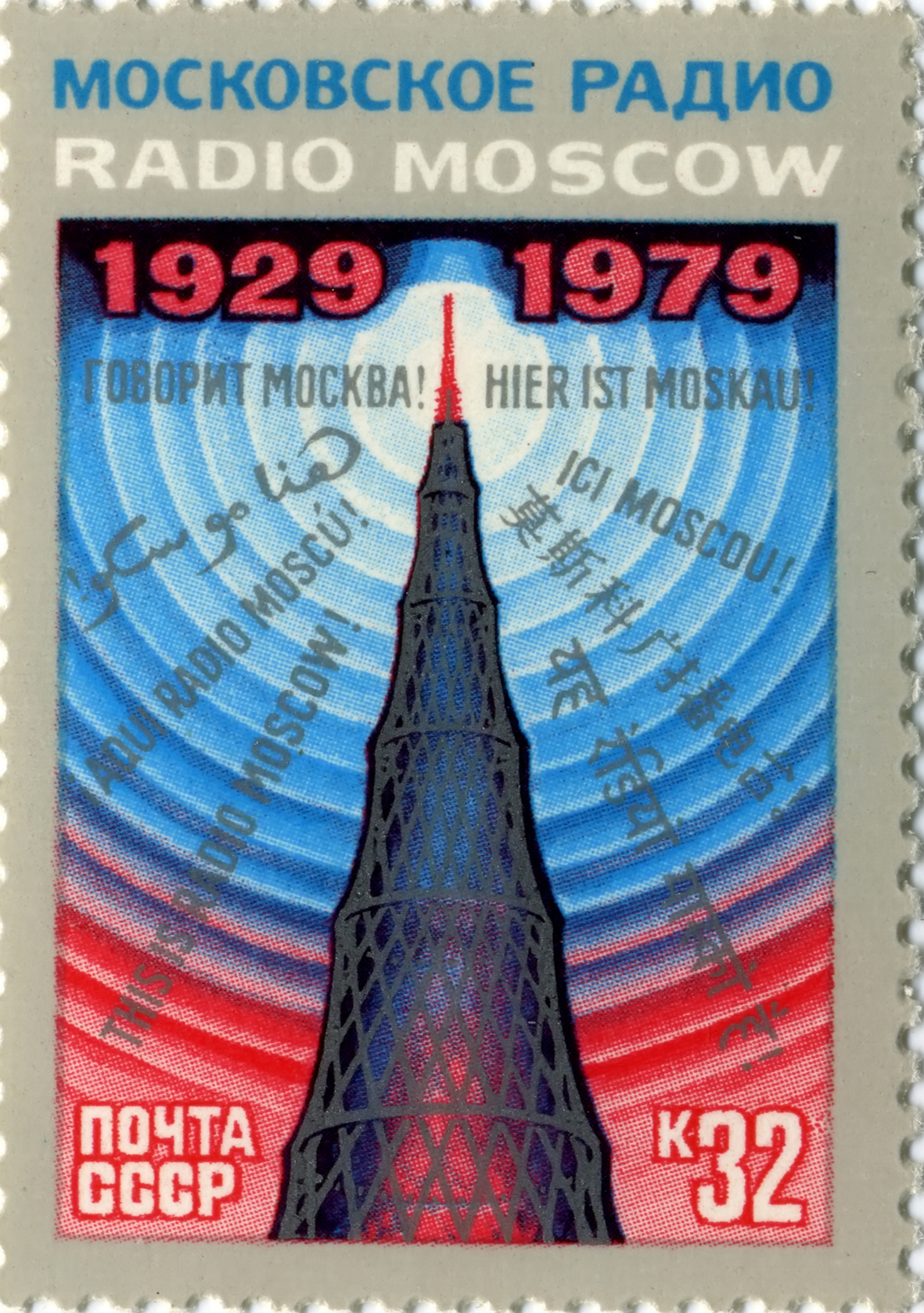
Radio Moskwa – znaczek pocztowy ZSRR z 1979 r. przedstawiający wieżę nadawczą Szuchowa w Moskwie

22 grudnia 1993 r. prezydent Rosji Borys Jelcyn wydał dekret reorganizujący Radio Moskwa pod nową nazwą Głos Rosji.
9 grudnia 2013 r. prezydent Rosji Władimir Putin wydał dekret, który zlikwidował Głos Rosji i połączył ją z RIA Novosti, tworząc międzynarodową agencję Rossija Siegodnia. 
Od 10 listopada 2014 roku sieć radiowa wchodzi w skład agencji Sputnik, której właścicielem jest rosyjskie państwowe przedsiębiorstwo medialne Rossija Siegodnia.
Emituje programy w 30 językach, w tym – większości języków europejskich (po polsku od 1943 roku). Radio nadaje głównie audycje informacyjne i publicystyczne: poświęcone globalnej polityce, gospodarce, sprawom społecznym, a także kulturze i nauce. Omawia aktualne wydarzenia w Rosji i na świecie, przybliżając rosyjski punkt widzenia na problemy międzynarodowe. Prezentuje również osiągnięcia rosyjskiej kultury, sztuki, nauki, a także zagadnienia z historii kraju. Rozgłośnia porusza też regularnie temat współpracy Rosji z innymi państwami (zarówno na płaszczyźnie polityczno-gospodarczej, jak i naukowej i kulturalnej).
Radio Sputnik nadaje swoje programy drogą satelitarną oraz w internecie. Lokalnie dostępne są one również w multipleksach cyfrowych DAB (m.in. w Londynie, Berlinie i Zurychu), a także na falach ultrakrótkich (w Polsce było dostępne do listopada 2018 roku na antenie podwarszawskiego Radia Hobby). Dawniej programu można było słuchać również na falach krótkich oraz średnich.
Sygnałem rozgłośni jest fragment utworu Wielka Brama Kijowska Modesta Musorgskiego, dziesiątej z cyklu miniatur fortepianowych Obrazki z wystawy. Aktualnie pojawia się on na antenie w formie dżingli we współczesnych aranżacjach. W czasach radzieckich rolę sygnału Radia Moskwa pełnił fragment Pieśni o ojczyźnie Wasilija Lebiediewa. Radio posługuje się kilkoma hasłami autopromocyjnymi, m.in. „Mówimy o tym, o czym inni milczą” (ang. Telling the untold) oraz „Radio Sputnik – rozmawiamy z całym światem”.
Dyrektorem rozgłośni jest Andriej Bystricki, redaktorem naczelnym sekcji polskiej był Leonid Sigan. Całością projektu Sputnik (łączącego radio i portal internetowy) kieruje Margarita Simonjan.
Siedziba rozgłośni mieści się w Moskwie przy ul. Piatnickiej 25.

## Sputnik Polska
Emisję programów w języku polskim Radio Moskwa rozpoczęło w 1943 roku. W czasach PRL audycje rozgłośni (m.in. cotygodniowy koncert życzeń – „Moskwa z melodią i piosenką – słuchaczom polskim”) transmitowane były na antenie Polskiego Radia. Aktualnie Radio Sputnik przygotowuje w języku polskim codzienny godzinny program o charakterze magazynowym. Audycja składa się z serwisu informacyjnego, komentarzy publicystycznych, reportaży, wywiadów, ciekawostek kulturalnych i popularnonaukowych, a także rosyjskiej muzyki.
Sekcją polskojęzyczną Radia Sputnik kierował przez długie lata Leonid Sigan (1923–2021), związany z rozgłośnią od 1943 roku (od początku istnienia redakcji polskiej).

### Odbiór

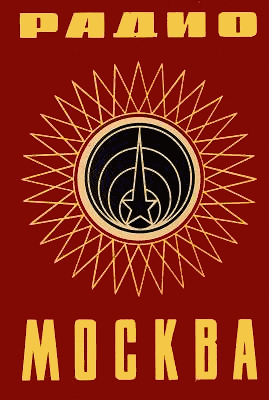
Karta QSL Radia Moskwa z 1969 roku

Program redakcji polskiej Radia Sputnik nadawany jest obecnie drogą satelitarną i w internecie. Do listopada 2018 roku był dostępny lokalnie na falach UKF w okolicach Warszawy.
- Internet: emisja przez całą dobę na stronie pl.sputniknews.com, premierowy program nadawany jest codziennie o godzinie 18:00 czasu CET (godzina 19:00 czasu letniego).
- Satelita: Express AM22 (53 st. E), transponder B4 (11,044 GHz), polaryzacja pionowa (V), PID: 55. Emisja: codziennie 18:00-19:00 czasu CET (19:00-20:00 czasu letniego).
- UKF: na falach Radio Hobby – Legionowo, 89,4 MHZ. Emisja: codziennie 21:00-22:00 (zakończona w listopadzie 2018)

W listopadzie 2015 roku Radio Hobby utraciło koncesję na nadawanie za naruszanie przepisów ustawy o radiofonii i telewizji (łamanie zobowiązań koncesyjnych – odsprzedaż części swojego pasma, nad którym nie miało kontroli. Uprawnienia z koncesji są niezbywalne, sama zaś koncesja nie może być przedmiotem transakcji handlowych). Słuchalność stacji była na bardzo niskim poziomie – według badań słuchalności mazowieckich rozgłośni radiowych, opracowanych przez SMG/KRC MillwardBrown, w okresie od września 2012 r. do lutego 2013 r., Radia Hobby słuchało 0,02% potencjalnych odbiorców (około 1000 odbiorców). 19 listopada 2018 roku w wyniku utraty koncesji Radio Hobby przestało nadawać.
Do 30 marca 2014 roku program redakcji polskiej nadawano na falach średnich (ostatnia używana częstotliwość: 1143 kHz) z miejscowości Bolszakowo (Radiocentr Nr 5) w obwodzie królewieckim.

### Dziennikarze
Polską redakcję Radia Sputnik tworzą:
- Leonid Sigan – redaktor naczelny
- Galina Awdiejewa
- Wiktor Bezeka
- Irina Czajko – korespondentka
- Grażyna Garboś
- Julia Jasińska
- Władimir Samsonow
- Natalia Sierżantowa – redaktor audycji kulturalnych

### Oferta programowa
Audycje emitowane obecnie
- serwis informacyjny
- „Temat dnia”
- „W polu widzenia”
- „Polska i świat”
- „Siła faktu”
- „Rozmaitości” – informacje kulturalne i popularnonaukowe
- „Miniserwis miniinformacji” – ciekawostki z Rosji i ze świata
- „Puls świata”
- „Uwagi na marginesie” – cykl felietonów
- „Myśli na głos” – cykl felietonów
- „Zeszyty naukowe”
- „Ars longa” – publicystyka kulturalna
- „Słowo i muzyka” – magazyn kulturalny (emisja w soboty)

Audycje emitowane przed 11 stycznia 2015
- „Fakty i komentarze”
- „Panorama tygodnia”
- „Studio 98”

Audycje emitowane okazjonalnie
- „Moskwa z melodią i piosenką – słuchaczom polskim”[potrzebny przypis] (emisje powtórkowe)